# Barata Rodox
Barata Rodox é um personagem fictício (uma barata) criado para promover o inseticida Rodox, em 1971. O comercial foi premiado no Festival Publicitário de Veneza em 1972 (Leão de Ouro - Melhor Técnica em Animação), tornando a Barata Rodox o primeiro personagem brasileiro a ser premiado no exterior.
Criada pelos publicitários Walbercy Ribas e Manoel Zanzoti anúncio foi ao ar em 1971.Veiculado pela agência Standard Propaganda, hoje Ogilvy. No vídeo, a baratinha aparece implorando por sua vida e faz um apelo para que não usem o produto. O problema foi que as vendas do inseticida caíram, pois as crianças, apaixonadas pela barata do comercial, insistiam para que suas mães não comprassem o produto.
A baratinha ficou tão famosa que ganhou vida própria, e estrelou seu próprio desenho animado (A Baratinha em "O Rinoceronte").

## O Argumento do Roteiro
Gente! Estou aqui para fazer um apelo as donas de casa

Eu sei que sou um bicho feio e sujo

E que assusto muita gente

Bem, assustava né?!

Porque depois que apareceu Rodox

Ihhh, não há barata que chegue

Rodox aparece na hora, faz aquela matança

E ainda fica quinze dias matando

Por favor! Rodox não!

É covardia! Não! Rodox não! Não! Não!
Rodasol é Rodhia.